# Bartłomiej Pociecha
Bartłomiej Pociecha (* 22. März 1992 in Krynica-Zdrój) ist ein polnischer Eishockeyspieler, der seit 2014 beim GKS Tychy in der Polska Hokej Liga unter Vertrag steht.

## Karriere

### Club
Bartłomiej Pociecha begann seine Karriere in der Jugendabteilung des KTH Krynica, für den er bereits als 15-Jähriger in der zweitklassigen I liga debütierte. 2008 wechselte er in die Nachwuchsakademie des polnischen Eishockeyverbandes, für deren erste Mannschaft er ebenfalls in der I liga auf dem Eis stand. Nach einem Jahr in Sosnowiec kehrte er in seine Geburtsstadt zum KTH Krynica zurück. Nachdem er von 2010 bis 2012 beim HC Vítkovice Steel in der höchsten tschechischen Juniorenklasse aktiv gewesen war, zog es ihn zum amtierenden polnischen Meister KH Sanok, für den er seine ersten Spiele in der Ekstraliga absolvierte. 2014 konnte er mit der Mannschaft aus dem Karpatenvorland die polnische Landesmeisterschaft erringen. Anschließend wechselte er zum Vizemeister GKS Tychy, mit dem er 2015 und 2018 das Double aus Meisterschaft und Pokalsieg erringen konnte und zudem 2017 ein weiteres Mal den Pokalwettbewerb und 2019 und 2020 weitere Meisterschaften gewann.

### International
Für Polen nahm Pociecha im Juniorenbereich jeweils an den U18-Weltmeisterschaften der Division I 2008, 2009, als er die meisten Scorerpunkte eines Verteidigers erreichte, und 2010 sowie den U20-Weltmeisterschaften der Division I 2009, 2010 und 2012 und der Division II 2011 teil.
Sein Weltmeisterschafts-Debüt in der Herren-Nationalmannschaft gab der Abwehrspieler bei den Spielen der Division I der 2014, als ihm mit seiner Mannschaft der Aufstieg aus der B- in die A-Gruppe gelang. In dieser stand er dann 2015, 2016, 2017 und 2018 auf dem Eis. Zudem vertrat er seine Farben bei den Qualifikationsturnieren für die Olympischen Winterspiele 2018 in Pyeongchang.

## Erfolge
- 2011 Aufstieg in die Division I, Gruppe B, bei der U20-Weltmeisterschaft der Division II, Gruppe B
- 2014 Aufstieg in die Division I, Gruppe A, bei der Weltmeisterschaft der Division I, Gruppe B
- 2014 Polnischer Meister mit dem KH Sanok
- 2015 Polnischer Meister und Pokalsieger mit dem GKS Tychy
- 2017 Polnischer Pokalsieger mit dem GKS Tychy
- 2018 Polnischer Meister und Pokalsieger mit dem GKS Tychy
- 2019 Polnischer Meister mit dem GKS Tychy
- 2020 Polnischer Meister mit dem GKS Tychy

## Ekstraliga/Polska-Hokej-Liga-Statistik
(Stand: Ende der Spielzeit 2023/24)